# ななめ通り
ななめ通り、斜め通り（ななめどおり）は、他の道路と斜めに交差する通りに対して北海道等で用いられる通称である。
単に斜めに交差する道路は無数にあるが、通りが直交するように整備されて碁盤の目状になっている計画都市では、斜めに交差する道路は住人の意識に留まりやすい。このような計画都市における斜めに交差する道路は、アメリカ合衆国では、首都ワシントンD.C.で多く見られる。ワシントンD.C.では東西に走る通りにアルファベット、南北に走る通りに数字の名前が付けられているのに対して、斜めに走る通りにはペンシルベニア通りのように州の名前が付されている。また、日本では、7世紀中頃に法隆寺と飛鳥宮を結ぶ道として整備された法隆寺街道（筋違道、太子道）がある。しかし、これらの道路ではななめ通りという通称は用いられていない。
斜めに交差する道路は、地区が発展し拡張していく過程で他の地区と接触したときに発生しやすい。仮にすべての地区が正確に東西南北にあわせて街の軸線を引いていれば、地区同士が接触しても道路が斜めに交差することはないのだが、実際には地区ごとに起伏や川などの地形、あるいは産業形態に合わせた軸線が引かれるため、斜めに交差する道路が生まれることになる。現に札幌市街の南北の基幹をなす創成川は西に約9度傾いており、これは川の前身である堀を造った大友亀太郎が、水の流れが効率的になるよう意図的に軸をずらしたためと言われている。

## 札幌市のななめ通り
札幌市内のななめ通りの代表例は、北区と東区にある2つである。
北大ななめ通り
北区北16条西5丁目 - 北24条西10丁目
北海道大学の農場沿いに、ほぼ一直線に伸びている。
東区ななめ通り
東区北7条東3丁目 - 北13条東15丁目
かつての伏古川の流路をなぞっており、くねくねと曲がっている。
市内にはこのほかにも呼称例がある。
- 南平岸ななめ通り[5]
- 新川ななめ通り[5]
- 西23丁目ななめ通り[5]
- 鴨々川ななめ通り[5]

## その他のななめ通り
江別市のななめ通りは、江別市立江別第三小学校の横にある。これは、王子航空機が製作した木製飛行機キ106の2号機を東京の福住飛行場へと飛ばした滑走路の名残である。